# Ravenspurn
Ravenspurn est une ancienne ville du Yorkshire, en Angleterre, disparue à la suite de l'érosion de la côte. Elle fait partie des 30 villes de la côte d'Holderness à avoir disparu dans la Mer du Nord depuis 1800. La ville était située près de l’extrémité d’une péninsule proche de Ravenspur Odd, qui a également disparu. La péninsule existe toujours, et est connue sous le nom de Spurn Head. La mer du Nord borde l’est de la péninsule, et la rivière Humber l’ouest.
La plus proche ville majeure est Kingston-upon-Hull.
Henri Bolingbroke débarqua à Ravenspurn le 4 juillet 1399 pour détrôner Richard II. Édouard IV y débarqua également le 14 mars 1471 pour reprendre la couronne d'Angleterre à Henri VI.
Ravenspurn apparaît dans les pièces de William Shakespeare : Richard II, Henry IV (première partie), et Henry VI (troisième partie) sous le nom de Ravenspurgh.